# Sam Roberts

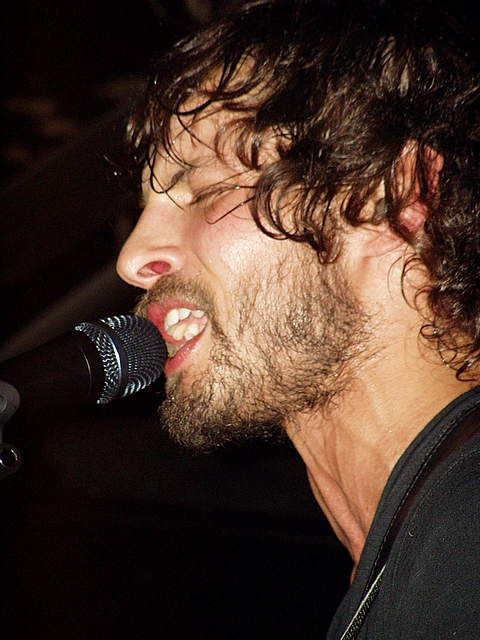
Sam Roberts (2006)

Samuel „Sam“ Roberts (* 2. Oktober 1974 in Pointe-Claire, Québec) ist ein kanadischer Rock-Singer-Songwriter. Er gewann einige Juno Awards und MuchMusic Video Awards.

## Werdegang
Roberts wurde als Sohn südafrikanischstämmiger Eltern geboren. Er besuchte die Loyola High School und später die McGill University. In seiner Jugend nahm Roberts Geigenunterricht, später lernte er Gitarre. Im Jahr 1993 entstand seine erste Band, William, in der unter anderem George Donoso, der heutige Schlagzeuger von The Dears, spielte. Nachdem der kanadische Musiksender MuchMusic einen kurzen Beitrag über William gebracht hatte, zogen die Bandmitglieder nach Los Angeles, um ihren Erfolg zu fördern. 1996 wurde die Gruppe in Northstar umbenannt, bevor sie sich 1998 auflöste, ohne das Interesse eines Labels geweckt zu haben. Gleich nach der Auflösung von Northstar zog Roberts zurück nach Montreal und nahm das Solo-Debütalbum Brother Down im Heimstudio auf. Am 2. August 2002 veröffentlichte das aus Toronto stammende Musiklabel MapleMusic Recordings die Sechs-Stück-EP The Inhuman Condition.
Im Jahr 2003 folgte das Album We Were Born in a Flame, diesmal bei dem Majorlabel Universal Music. Das Album erreicht Platz 2 in den kanadischen Albumcharts, die zugehörige Single Where Have All the Good People Gone? Platz 29 in den Singlecharts. Das nächste Album Chemical City wurde in Kanada am 11. April 2006 veröffentlicht, in den Vereinigten Staaten erschien es am 16. Mai. Zurzeit spielen in der Sam Roberts Band der Gitarrist Dave Nugent, der Bassist James Hall, der Schlagzeuger Josh Trager und Keyboarder sowie Gitarrist Eric Fares.
Am 1. Januar 2008 trat er in der zweiten Drittelpause beim NHL Winter Classic, dem ersten Freiluftspiel der NHL auf US-amerikanischem Boden, auf.

## Diskografie

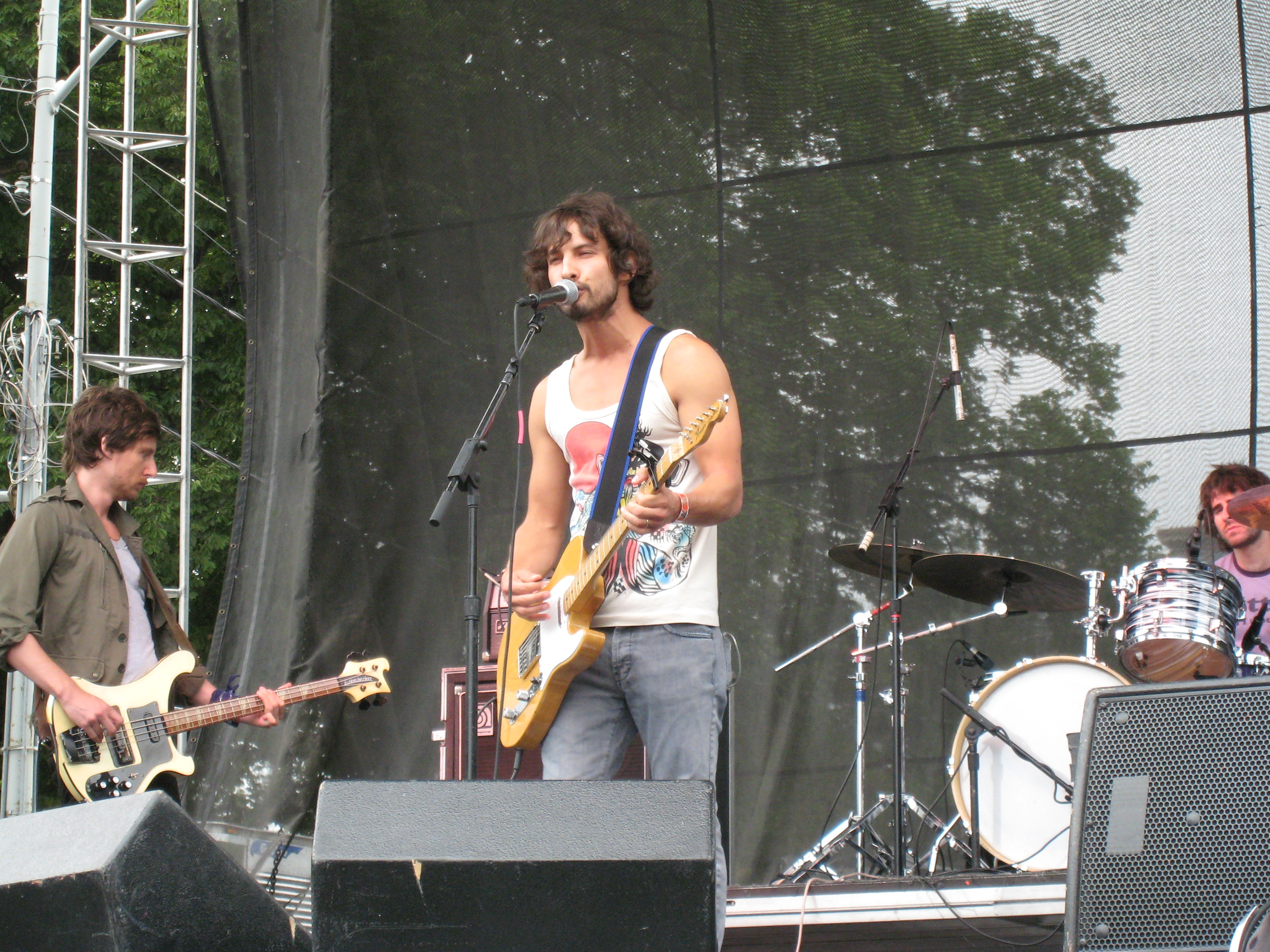
Sam Roberts mit Band auf dem Lollapalooza am 4. August 2007

### Alben
- 1997: Piranha (gelbe 7"-Schallplatte mit William)
- 1998: Northstar (EP mit Northstar)
- 2000: Brother Down (Selbstverlag)
- 2002: The Inhuman Condition (EP; MapleMusic Recordings)
- 2003: We Were Born in a Flame (Universal Music)
- 2006: Chemical City (Universal Music)
- 2008: Love at the End of the World (Secret Brain, Universal Music)
- 2011: Collider (Mis Records)
- 2014: Lo-Fantasy (Paperbag Records)
- 2016: Terraform (Paperbag Records)
- 2020: All of Us

### Singles
- 2003: Where Have All the Good People Gone?

## Preise
| Jahr | Preis                  | Kategorie                                 | Titel                   | Ergebnis  |
| ---- | ---------------------- | ----------------------------------------- | ----------------------- | --------- |
| 2003 | Juno Awards            | Single of the Year                        | Brother Down            | Nominiert |
| 2003 | Juno Awards            | New Artist of the Year                    |                         | Nominiert |
| 2003 | MuchMusic Video Awards | Best VideoFACT                            | Brother Down            | Gewonnen  |
| 2003 | MuchMusic Video Awards | Best Pop Video                            | Brother Down            | Nominiert |
| 2003 | MuchMusic Video Awards | Best Independent Video                    | Brother Down            | Nominiert |
| 2003 | MuchMusic Video Awards | People’s Choice-Favourite Canadian Artist |                         | Nominiert |
| 2004 | Juno Awards            | Album of the Year                         | We Were Born in a Flame | Gewonnen  |
| 2004 | Juno Awards            | Rock Album of the Year                    | We Were Born in a Flame | Gewonnen  |
| 2004 | Juno Awards            | Artist of the Year                        |                         | Gewonnen  |
| 2004 | MuchMusic Video Awards | Best Director                             | Hard Road               | Gewonnen  |
| 2004 | MuchMusic Video Awards | Best Cinematography                       | Hard Road               | Gewonnen  |
| 2004 | MuchMusic Video Awards | Best Post-Production                      | Hard Road               | Gewonnen  |
| 2004 | MuchMusic Video Awards | Best Video                                | Hard Road               | Nominiert |
| 2004 | MuchMusic Video Awards | Best Pop Video                            | Hard Road               | Nominiert |
| 2004 | MuchMusic Video Awards | People’s Choice-Favourite Canadian Artist |                         | Nominiert |
| 2006 | MuchMusic Video Awards | Best MuchMoreMusic Award                  | The Gate                | Nominiert |
| 2006 | MuchMusic Video Awards | People’s Choice-Favourite Canadian Artist |                         | Nominiert |
| 2007 | Juno Awards            | Rock Album of the Year                    | Chemical City           | Nominiert |
| 2007 | Juno Awards            | Video of the Year                         | Bridge to Nowhere       | Nominiert |
| 2008 | MuchMusic Video Awards | Best MuchMoreMusic Award                  | Them Kids               | Gewonnen  |